# Mar di Halmahera
Il mar di Halmahera (anche mar di Gilolo) è un mare regionale dell'Indonesia, compreso fra le isole di Halmahera, Obi, Misool, Nuova Guinea e Waigeo. È una sezione dell'Oceano Pacifico e fa parte del Mediterraneo Australasiatico.
A nord-est è delimitato dall'oceano Pacifico, a sud dal mar di Ceram. Lo stretto di Jailolo, a nord-ovest, e lo stretto di Dampier (Indonesia) ad est, collegano il mare di Halmahera con l'oceano Pacifico. 
Il mare si estende su una superficie di 95.000 km² e la sua topografia comprende una serie di bacini oceanici separati, il principale dei quali è il bacino di Halmahera, che raggiunge una profondità di 2.039 metri.